# Juan Espadas Cejas
Juan Espadas Cejas (Sevilla, 30 de setembre en 1966) és un polític espanyol, alcalde de Sevilla des de juny de 2015. Va ser conseller d'Habitatge i Ordenació del Territori de la Junta d'Andalusia de 2008 a 2010 i senador de 2010 a 2013. Pertany al PSOE.

## Biografia
Va néixer el 30 de setembre de 1966 a Sevilla. Va viure durant la seva infància en el barri sevillà de Miraflores. Es va llicenciar als vint-i-dos anys en Dret per la Universitat de Sevilla, en la promoció 1984-1989, i posteriorment, es va especialitzar en Política i Gestió Mediambiental amb la realització del màster de la Universitat Carles III. També és diplomat en Alta Direcció d'Empreses per l'Institut Sant Telmo. Des de 1990 pertany al Col·legi d'Advocats de Sevilla. Està casat i té dos fills, un nen i una nena.

### Trajectòria professional
Durant catorze anys ha estat lligat a la Conselleria de Medi Ambient de la Junta d'Andalusia ocupant diferents responsabilitats. La seva carrera professional com a assessor jurídic de l'Agència de Medi Ambient en 1989, encara que en els seus inicis aquest organisme, el primer d'aquestes característiques creat a Espanya en 1984, depenia de la Conselleria de Presidència.
Des de la creació de la Conselleria de Medi Ambient ha estat Cap de Gabinet del Conseller (1994-1996), Secretari General de Planificació de l'Empresa de Gestió Mediambiental vinculada a la Conselleria de Medi Ambient(1997-2000), Director General de Prevenció i Qualitat Ambiental (2000-2004), Viceconseller, president de l'Empresa de Gestió de Mediambiental i de la Fundació Andanatura, així com vicepresident de la Fundació Doñana 21 (2004-2008).
Durant aquesta etapa, lligat a Medi Ambient, es van aprovar textos com la Llei d'Espais Públics Protegits a Andalusia (1989), el primer Pla corrector d'abocaments del Pol Químic de Huelva, la Llei Forestal d'Andalusia i la Llei de Protecció Ambiental (1990-1994). També en aquestes dates, van entrar en vigor els primers Plans d'Ordenació de Recursos Naturals d'Andalusia i el primer Pla Andalús de Medi Ambient. Altres aspectes a destacar són que, des de 2002, és vocal del Consell Nacional del Clima d'Espanya i coordinador del Comitè de Seguiment de l'Estratègia Andalusa davant el Canvi Climàtic. En 2004 va formar part de la Comissió Permanent que va elaborar l'Estratègia Espanyola de canvi Climàtic i va impulsar la Xarxa de Ciutats pel Clima.

### Trajectòria política
Després d'aquesta trajectòria professional va rebre l'encàrrec en 2008 del president de la Junta d'Andalusia, de dirigir la nova Conselleria d'Habitatge i Ordenació del Territori. Aquesta Conselleria conjumina les competències autonòmiques referides a habitatge i arquitectura, urbanisme, ordenació del territori i cartografia.
Com a Conseller d'Habitatge i Ordenació del Territori (2008-2010) va assumir la tasca d'impulsar la construcció d'habitatges amb preus públics a través d'un Pla Concertat amb els agents socials i econòmics. També va desenvolupar el contingut del dret a l'habitatge recollit en el Estatut d'Autonomia d'Andalusia, mitjançant la Llei Reguladora del Dret a l'Habitatge, aprovada pel Parlament andalús al març de 2010. En paral·lel, va tenir la responsabilitat de culminar els processos d'ordenació territorial d'Andalusia baix criteris de sostenibilitat, amb l'aprovació dels plans de les àrees metropolitanes de Màlaga i de Sevilla.
Durant el seu mandat com a alcalde de Sevilla, va portar a la ciutat grans esdeveniments com els premis Goya 2019, La Cimera Mundial de Turisme (amb la visita d'Obama), els MTV, així com rodatges rellevants com a Game of Thrones a l'Alcázar de Sevilla.

### Trajectòria en el PSOE
En 1990 va començar a col·laborar amb el PSOE com a simpatitzant en el grup sectorial de Medi Ambient i participa en els grups d'experts per a la redacció del programa del partit a les eleccions autonòmiques. Un any després elabora el Manual del Regidor de Medi Ambient per a les municipals de 1991.
En 1997 s'afilia al PSOE i és nomenat Coordinador Federal de Medi Ambient, responsabilitat que ha ocupat fins a 2009. En aquesta etapa va treballar amb els equips de Joaquín Almunia i José Luis Rodríguez Zapatero coordinant les polítiques sectorials de medi ambient i ordenació del territori.
En 2008 va participar en la col·locació de la primera pedra per a 583 Habitatges protegits (VPO), la promotora de les quals és la Fundació per al Desenvolupament del Sud d'Europa.
El 26 de març de 2010, les 11 agrupacions del PSOE de Sevilla van donar suport a la proposta de la Comissió Executiva Provincial per a la candidatura de Juan Espadas a l'Alcaldia de Sevilla en les eleccions municipals 2011. La victòria per majoria absoluta del candidat del Partit Popular, Juan Ignacio Zoido, li va situar durant 4 anys com a líder del principal partit de l'oposició en el consistori. Després de la celebració d'eleccions en 2015 va aconseguir l'alcaldia després d'un pacte entre el PSOE, Esquerra Unida i Participa Sevilla. El 15 de juny de 2019, en el Ple de Constitució de la Corporació Municipal, va ser reelegit Alcalde de Sevilla gràcies als 13 vots dels regidors socialistes.